# Rainer Oldendorf
Pour les articles homonymes, voir Oldendorf.
Rainer Oldendorf, né le 28 octobre 1961 à Lüchow (Allemagne), est un artiste allemand.
Il est principalement connu comme cinéaste expérimental et sculpteur.

## Biographie
Rainer Oldendorf étudie l'allemand, l'histoire et la philosophie à l'Université Albert Ludwig de Fribourg de 1981 à 1983. De 1983 à 1990, il étudie avec  Gustav Kluge (de),  Michael Lingner (de),  Wolfgang Oppermann (de),  Hermann Nitsch,  Olaf Metzel (de) et Joseph Kosuth à l'Université des Beaux-Arts de Hambourg. De 1992 à 1993, il effectue des études supérieures à l'Institut des hautes études en arts plastiques de Paris. Oldendorf enseigne dans des universités et écoles d’art en Amérique, en Europe, en Israël et au Japon depuis 1990. Il vit et travaille à Paris, Porspoder, Lörrach et Besançon.
Son œuvre Marco est un portrait cinématographique fictif d'un homme nommé Paul, datant des années 1970. Le lieu et les circonstances de la production du film lui-même sont inclus dans l'intrigue. Depuis 1995, le récit se développe en épisodes. Les lieux et les acteurs changent. Rainer Oldendorf combine le cinéma d'art et différentes formes sculpturales. C'est dans le cadre de l'exposition Soleil politique à Bolzano que Marco13 est créé avant que Marco14 und CIAM4 / Schiffbruch mit Zuschauer (2017) ne soient exposés lors de la documenta 14 au Polytechneion d'Athènes, au Hessisches Landesmuseum et à la Kunsthochschule Kassel,.